# مرگ یک ابرقهرمان
مرگ یک ابرقهرمان (انگلیسی: Death of a Superhero) فیلمی در ژانر درام است که در سال ۲۰۱۱ منتشر شد. از بازیگران آن می‌توان به اندی سرکیس، توماس سنگستر و جسیکا شوارتس اشاره کرد.